# Кури, Ренато
Ренато Кури (итал. Renato Curi; 20 сентября 1953, Монтефьоре-делл-Азо, Марке — 30 октября 1977, Перуджа) — итальянский футболист, полузащитник. Наиболее известен по выступлениям за клубы «Комо» и «Перуджа».

## Биография и игровая карьера
Появился на свет 20 сентября 1953 года в городке Монтефьоре-дель-Азо. Его карьера началась в 1969 году в скромной команде «Джулианова», выступавшей в те времена на любительском уровне. Кури провел в составе команды 105 матчей и забил три гола, сыграв немаловажную роль в последующем выходе «Джулиановы» в Серию С. В 1973 году Ренато покинул клуб, перейдя в команду «Комо».
Там он играл до 1974 года, провел 24 матча, однако результативностью отметиться не сумел и вскоре ушел из коллектива. В 1974 году с игроком подписала контракт «Перуджа», выступавшая во второй по силе лиге итальянского футбола — Серии В. В составе «грифонов» Кури в 1975 году дебютировал в высшем дивизионе чемпионата Италии — Серии А, играя затем в команде вплоть до своей гибели в 1977 году и проведя за этот период 81 игру и забив семь мячей.

## Смерть
Во время домашнего матча «Перуджи» против туринского «Ювентуса», прошедшего 30 октября 1977 года, Кури при вбрасывании мяча из аута потерял сознание и упал на газон спустя пять минут после начала второго тайма. На поле были вызваны медики, констатировавшие гибель 24-летнего спортсмена от сердечного приступа..
Похоронен на кладбище Сан-Сильвестро в Пескаре.

## Увековечивание имени
В 1977 году руководство «Перуджи» приняло решение присвоить домашней арене клуба имя Ренато Кури в память об игроке.